# Família Airbus A320neo
La família Airbus A320neo és una versió millorada de la família A320 d’avions de fuselatge estret fabricats per Airbus. La família original s'anomena A320neo. Fou llançat el desembre del 2010, emprengué el seu primer vol el setembre del 2014 i entrà en servei amb Lufthansa el gener del 2016. Els avions d'aquesta família estan equipats amb nous motors CFM International LEAP-1A o Pratt & Whitney PW1000G i grans «aletes de tauró» que ofereixen una millora del 15% en l'eficiència de combustible. N'hi ha tres variants, que es basen en l'A319, l'A320 i l'A321. A novembre de 2018 se n'havien encarregat 6.285 unitats i se n'havien entregat 569.

## Especificacions
| Variant                           | A319neo                                                                    | A320neo                                                                    | A321neo                                                                    |
| --------------------------------- | -------------------------------------------------------------------------- | -------------------------------------------------------------------------- | -------------------------------------------------------------------------- |
| Tripulació de vol                 | 2                                                                          | 2                                                                          | 2                                                                          |
| Capacitat de seients en 2 classes | 140                                                                        | 165                                                                        | 206                                                                        |
| Capacitat màxima en 1 sola classe | 160                                                                        | 195                                                                        | 240                                                                        |
| Capacitat de càrrega              | 27 m³                                                                      | 37 m³                                                                      | 51 m³ (sense el tanc de combustible central addicional)                    |
| Longitud                          | 33,84 m                                                                    | 37,57 m                                                                    | 44,51 m                                                                    |
| Envergadura alar                  | 35,80 m                                                                    | 35,80 m                                                                    | 35,80 m                                                                    |
| Alçada                            | 11,76 m                                                                    | 11,76 m                                                                    | 11,76 m                                                                    |
| Pes màxim a l'envol               | 75,5 tones                                                                 | 79 tones                                                                   | 97 tones (A321XLR/A321XLR: 101 tones)                                      |
| Càrrega màxima                    | 17,7 tones                                                                 | 20 tones                                                                   | 25,5 tones                                                                 |
| Capacitat de combustible          | 26.730 litres                                                              | 26.730 litres                                                              | 32.940 litres                                                              |
| Motors (×2)                       | CFM International LEAP-1A o Pratt & Whitney PW1000G                        | CFM International LEAP-1A o Pratt & Whitney PW1000G                        | CFM International LEAP-1A o Pratt & Whitney PW1000G                        |
| Empenyiment màxim                 | 107 kN                                                                     | 120,6 kN                                                                   | 147,3 kN                                                                   |
| Velocitat                         | Creuer: 0,78 Mach (450 kn; 833 km/h), Màxima: 0,82 Mach (473 kn; 876 km/h) | Creuer: 0,78 Mach (450 kn; 833 km/h), Màxima: 0,82 Mach (473 kn; 876 km/h) | Creuer: 0,78 Mach (450 kn; 833 km/h), Màxima: 0,82 Mach (473 kn; 876 km/h) |
| Sostre de vol                     | 39.100-39.800 peus (11.900-12.100 m)                                       | 39.100-39.800 peus (11.900-12.100 m)                                       | 39.100-39.800 peus (11.900-12.100 m)                                       |
| Abast típic                       | 6.950 km / 3.750 nmi                                                       | 6.500 km / 3.500 nmi                                                       | 7.400 km / 4.000 nmi                                                       |
| Enlairament                       |                                                                            | 1.951 m                                                                    | 1.988 m                                                                    |
| Codi ICAO                         | A19N                                                                       | A20N                                                                       | A21N                                                                       |